# Belver de Cinca
Belver de Cinca település Spanyolországban, Huesca tartományban. Belver de Cinca Albalate de Cinca, Alcolea de Cinca, Gimenells i el Pla de la Font, Zaidín, Osso de Cinca, Chalamera, Binaced, Esplús és Vencillón községekkel határos. Lakosainak száma 1270 fő (2024).

## Népesség
A település lakosságának változását az alábbi diagram mutatja:
| Lakosok száma | 1367 | 1375 | 1340 | 1380 | 1374 | 1346 | 1294 | 1275 | 1307 | 1270 |
|               | 2001 | 2004 | 2006 | 2009 | 2011 | 2014 | 2016 | 2019 | 2021 | 2024 |